# Consiglio artico
Il Consiglio artico (Arctic Council) è un forum internazionale che discute dei problemi dei governi artici e della popolazione indigena dell'Artico.

## Storia
Il primo passo verso la formazione del Consiglio fu fatto nel 1991, quando otto paesi artici firmarono l'Arctic Environmental Protection Strategy (AEPS).
Nel 1996 la Dichiarazione di Ottawa portò alla formazione del Consiglio artico, al fine di garantire alla regione artica uno sviluppo sostenibile dal punto di vista ambientale, sociale e economico. Il Consiglio artico non è un'organizzazione internazionale, ma un forum per una cooperazione intergovernativa. Vi sono proposte per renderlo un organismo internazionale.
Le riunioni degli Stati membri avvengono ogni due anni:
- 1998 Iqaluit, Canada
- 2000 Barrow, Stati Uniti d'America
- 2002 Inari, Finlandia
- 2004 Reykjavík, Islanda
- 2006 Salekhard, Russia
- 2009 Tromsø, Norvegia
- 2011 Nuuk, Groenlandia (Danimarca)
- 2013 Kiruna, Svezia
- 2015 Iqaluit, Canada
- 2017 Fairbanks, Stati Uniti d'America
- 2019 Rovaniemi, Finlandia
- 2021 Reykjavík, Islanda
- 2023 Salechard, Russia

L'importanza del Consiglio artico, secondo lo studioso Paolo Mastrolilli, sta nel fatto che "il riscaldamento globale sta rendendo l'Artico importante come mai prima. I ghiacci si stanno sciogliendo, aprendo rotte che fino a qualche anno fa erano del tutto inaccessibili. Questo fenomeno crea enormi opportunità per i trasporti, i commerci, le attività militari, e lo sfruttamento delle risorse naturali nella vasta regione sopra il Circolo polare. Giusto per fare un esempio, gli esperti di energia calcolano che nell'area del mar Artico giace il 13% delle risorse petrolifere ancora intatte nel pianeta, e il 30% del gas.

## Membri
Gli attuali otto Stati membri del Consiglio artico sono Canada (che rappresenta i Territori del Nord-Ovest, il Nunavut e lo Yukon), Danimarca (che rappresenta la Groenlandia e le Isole Fær Øer), Finlandia, Islanda, Norvegia, Russia, Stati Uniti d'America (che rappresentano l'Alaska) e Svezia.
I "membri osservatori permanenti" sono: Cina, Corea del Sud, Giappone, India, Italia e Singapore dal maggio 2013, e la Svizzera dal maggio 2017.
Altri Paesi osservatori (ma non membri) sono: Francia, Germania, Paesi Bassi, Polonia, Regno Unito (che rappresenta la Scozia), Spagna e l'Unione europea. Infine va notato che tra gli Stati che si affacciano sull'Artico, solo il Regno Unito non è uno stato membro.
Una delle ragioni della nomina dell'Italia a "membro osservatore permanente" nel 2013 sta nel mantenimento nelle isole Svalbard, da parte del governo italiano, della Base artica Dirigibile Italia e della Amundsen-Nobile Climate Change Tower.

## Organizzazione
Riunioni del consiglio
Il Consiglio artico si riunisce all'incirca ogni sei mesi in una location della location che detiene la presidenza, con la partecipazione di alti funzionari artici (SAO). Le SAO sono rappresentanti di alto livello degli Stati membri, a volte ambasciatori e, più spesso, alti funzionari dei ministeri degli esteri. Sono invitati anche rappresentanti dei sei partecipanti permanenti e osservatori ufficiali.
Al termine del suo biennio, la location che detiene la Presidenza organizza una Conferenza ministeriale che rappresenta il culmine dei lavori del Consiglio per quel periodo. La maggior parte degli Stati membri è quindi rappresentata dai rispettivi ministri degli affari esteri, degli affari nordici o dell'ambiente.
In questa occasione è stata adottata una dichiarazione formale, ma non vincolante, recante il nome della location in cui si è svolta la Conferenza. In genere riassume i risultati del Consiglio e fornisce le principali prospettive per il futuro. Queste dichiarazioni riguardano i temi principali per il Consiglio, vale a dire il cambiamento climatico, lo sviluppo sostenibile, il monitoraggio dell'Artico, gli inquinanti organici persistenti e altri inquinanti dell'Artico, e il lavoro dei cinque gruppi di lavoro del Consigli.
Se i paesi membri del Consiglio artico sono abituati a redigere una dichiarazione congiunta finale, nel 2019 e per la prima volta dal 1996 gli Stati Uniti hanno bloccato la dichiarazione congiunta rifiutandosi di menzionare il cambiamento climatico che tuttavia consenso in seno al Consiglio sulla sua importanza. La dichiarazione comune è stata sostituita da un breve testo firmato dai ministri degli Stati membri del Consiglio.
Coordinamento dei lavori del Consiglio
Fino al 2012, ogni nazione che presiedeva il Consiglio artico ha accettato la responsabilità di creare un segretariato, il cui ruolo era quello di coordinare tutte le attività del Consiglio. Ciò includeva l'organizzazione delle riunioni semestrali, l'hosting del sito web e la distribuzione di rapporti e altri documenti rilevanti per i lavori del Consiglio. Dal 1º gennaio 2013 la Norvegia ha fornito un segretariato permanente.
Ogni nazione presidenziale accetta la responsabilità della creazione di un Segretariato, che gestisce il coordinamento generale delle attività del Consiglio, che include l'organizzazione di riunioni, la manutenzione del sito web del Consiglio e la distribuzione di rapporti e documenti pertinenti ai lavori del Consiglio. Alla maggior parte dei paesi membri piace istituire un Segretariato permanente, ma questa idea è stata più volte veto dagli Stati Uniti dall'inizio del Consiglio.

## Gruppi di lavoro e programmi d'azione
Gran parte del lavoro del Consiglio artico si svolge in modo cooperativo nei sei gruppi di lavoro e nei due programmi e piani d'azione.
Gruppi di lavoro
- Programma di monitoraggio e valutazione artico (AMAP)
- Protezione della flora e della fauna artiche (CAFF)
- Prevenzione, preparazione e risposta alle emergenze (EPPR)
- Protezione dell'ambiente marino artico (PAME)
- Gruppo di lavoro sullo sviluppo sostenibile (SDWG)
- Arctic Contaminants Action Programme (ACAP) (dal 2006)

Programmi d'azione
- Valutazione dell'impatto sul clima artico
- Rapporto sullo sviluppo umano dell'Artico